# アンディ先生
アンディ先生（1968年7月5日 - ）は、日本のプロマジシャン。

## 経歴
東京都生まれ、茗渓学園中学校、茗渓学園高等学校卒業。マジックファクトリー所属。アンディと名乗る事もある。高校卒業後、鳥海商事に就職するが、小さい頃からの夢だったプロマジシャンを目指して、プロマジシャンの堤芳郎が経営するマジックショップ・魔法陣でバイトを始める。 
22歳のときにプロマジシャンとしてデビューし、児童館、幼稚園などで仕事を始める。マジックのレクチャー（教室）を得意としており、その流れでアンディ先生と名乗るようになる。先生は敬称ではなく、名前の一部。子ども向けのマジックショーを得意としており、年間150ステージ以上公演している。
マジックショーの他に、児童館や文化センターなど、子どもからお年寄りまで、幅広い年齢層を対象に、マジック教室の講師を務める。この活動が下地となり、後に子どもを対象にしたマジックショー「アンディ先生のマジック教室」や健康マジックが生まれる。 
東京電力のPR館などでの公演が多く、電気マジックショーというショーを多数行っている。
1990年プロマジシャンとして活動開始。
1995年読売文化センターや児童館などでマジック教室の講師として活動をはじめる。テレビ『とんねるずの生でダラダラいかせて!!』『投稿!特ホウ王国』などに出演。
1996年タイ国のテレビ番組「タンパイドゥ」に出演。
1997年全国の幼稚園、保育園で読まれている「ピコロ」（学習研究社）にマジックの先生として定期的に掲載されるようになったのをきっかけに「マジックを通した幼児教育」をテーマに活動を開始。　　
1998年『笑っていいとも』にMr.ビーンのモノマネで出演し優勝する。文化センター、児童館など、子供からお年寄りまで、様々なマジック教室の講師を務める。
1999年「小学5年の科学」（学習研究社）にてマジックを通して科学の面白さを伝える。
2000年マジック教室の会員向けに、老化防止、ボケ防止に役立つ「健康マジック」を考案。『おもいッきりテレビ』（日本テレビ）や健康（主婦の友社）などで紹介される。
2001年『これマジ！？』（テレビ朝日）の特番で21世紀のマジックと称して、スタジオで100人に暗示をかけて、1円玉を曲げさせる。
｢アンディの簡単わくわくマジックショー｣（本とビデオ）（学習研究社）発売。　
子ども劇場、おやこ劇場にて活動開始。
2002年、子ども劇場、おやこ劇場での公演が100ステージを超える。
2003年、公演数が150ステージを越える。
2004年ドラマ『乱歩R』（テレビ朝日）『怪奇大家族』（テレビ東京）でマジックコーディネイトを手掛ける。
2007年「アンディ先生のマジック教室」「電気マジックショー」を軸に、150ステージ以上をこなす。
2009年『風に舞いあがるビニールシート』(NHK) に出演する。
2010年『シャキーン!』(NHK教育) に出演する。

## 出演
- CM出演

2001年 - 週刊TVガイド

## 著書
アンディの簡単わくわく！マジックショー（学習研究社）

## その他
2014高橋真梨子コンサート　Adultica　バンドメンバーのマジックコーディネート

## エピソード
マジシャンという人を騙すのが生業の職業でありながら「大勢の人間に嘘をつくのをやめなければ結婚できない」と占い師にアドバイスされたエピソードを、2009年の『明石家サンタの史上最大のクリスマスプレゼントショー』にて披露。見事合格の鐘を鳴らし、CELL REGZAを獲得した。